# Plutonul (film)
Plutonul (titlu original: Platoon) este un film american de război din 1986 scris și regizat de Oliver Stone. Rolurile principale au fost interpretate de actorii Tom Berenger, Willem Dafoe și Charlie Sheen. Este primul film dintr-o  trilogie de filme despre Războiul din Vietnam regizate de Stone, fiind urmat de Născut pe 4 iulie (1989) și Cer și pământ (1993).
Stone a scris scenariul acestui film pe baza experienței sale ca soldat american de infanterie în Vietnam pentru a contracara viziunea războiului portretizată în filmul lui John Wayne din 1968 Beretele verzi. Plutonul a fost primul film de la Hollywood scris și regizat de un veteran al Războiului din Vietnam.
Plutonul a câștigat Premiul Oscar pentru cel mai bun film din 1986; a câștigat Premiul Oscar pentru cel mai bun regizor - Oliver Stone, precum și Premiul Oscar pentru cel mai bun mixaj sonor și Premiul Oscar pentru cel mai bun montaj. În 1998, Institutul American de Film a plasat Plutonul pe locul 83 în lista lor 100 de ani...100 de filme.

## Distribuție
- Charlie Sheen -  Private First Class Chris Taylor
- Tom Berenger - Sergeant Robert Barnes
- Willem Dafoe - Sergeant Gordon Elias
- John C. McGinley - Sergeant Red O'Neill
- Kevin Dillon - Bunny
- Keith David - King
- Mark Moses - Lieutenant Wolfe
- Francesco Quinn -  "Rhah" Ramucci
- Forest Whitaker - Big Harold
- Tony Todd - Sergeant Warren
- Richard Edson - Sal
- Johnny Depp - Lerner
- Corey Glover - Francis
- Chris Pedersen - Crawford
- Dale Dye - Captain Harris

## Producție
Filmările au început în februarie 1986 în insula Luzon din Filipine. Cheltuielile de producție s-au ridicat la 6 milioane $.

## Primire
| Premiu                           | Categorie                              | Subiect                                                                | Rezultat     |
| -------------------------------- | -------------------------------------- | ---------------------------------------------------------------------- | ------------ |
| Academy Awards                   | Best Picture                           | Arnold Kopelson                                                        | Câștigat     |
| Academy Awards                   | Best Director                          | Oliver Stone                                                           | Câștigat     |
| Academy Awards                   | Best Supporting Actor                  | Tom Berenger                                                           | Nominalizare |
| Academy Awards                   | Best Supporting Actor                  | Willem Dafoe                                                           | Nominalizare |
| Academy Awards                   | Best Original Screenplay               | Oliver Stone                                                           | Nominalizare |
| Academy Awards                   | Best Cinematography                    | Robert Richardson                                                      | Nominalizare |
| Academy Awards                   | Best Film Editing                      | Claire Simpson                                                         | Câștigat     |
| Academy Awards                   | Best Sound                             | John K. Wilkinson, Richard Rogers, Charles "Bud" Grenzbach, Simon Kaye | Câștigat     |
| BAFTA Award                      | Best Editing                           | Claire Simpson                                                         | Câștigat     |
| BAFTA Award                      | Best Cinematography                    | Robert Richardson                                                      | Nominalizare |
| BAFTA Award                      | Best Direction                         | Oliver Stone                                                           | Câștigat     |
| Directors Guild of America Award | Outstanding Directing – Feature Film   | Oliver Stone                                                           | Câștigat     |
| Golden Globe Award               | Best Director                          | Oliver Stone                                                           | Câștigat     |
| Golden Globe Award               | Best Screenplay                        | Oliver Stone                                                           | Nominalizare |
| Golden Globe Award               | Best Motion Picture – Drama            | Arnold Kopelson                                                        | Câștigat     |
| Golden Globe Award               | Best Supporting Actor – Motion Picture | Tom Berenger                                                           | Câștigat     |
| Silver Bear                      | Best Director                          | Oliver Stone                                                           | Câștigat     |
| Independent Spirit Award         | Best Director                          | Oliver Stone                                                           | Câștigat     |
| Independent Spirit Award         | Best Screenplay                        | Oliver Stone                                                           | Câștigat     |
| Independent Spirit Award         | Best Film                              | Arnold Kopelson                                                        | Câștigat     |
| Independent Spirit Award         | Best Male Lead                         | Willem Dafoe                                                           | Nominalizare |
| Independent Spirit Award         | Best Cinematography                    | Robert Richardson                                                      | Câștigat     |
| Writers Guild of America Award   | Best Original Screenplay               | Oliver Stone                                                           | Nominalizare |

### ListeAFI
- AFI's 100 Years...100 Movies: #83
- AFI's 100 Years...100 Thrills: #72
- AFI's 100 Years...100 Heroes and Villains:
  - Sergeant Bob Barnes—Nominated Villain[7]
- AFI's 100 Years...100 Movies (10th Anniversary Edition): #86